# Gare de Clearwater
La  gare de Clearwater est une gare ferroviaire canadienne de la ligne du Canadien National. Elle est située dans la ville de Clearwater en Colombie-Britannique. 
C'est un point d'arrêt à la demande de Via Rail Canada desservie par le Le Canadien (train).

## Service des voyageurs

### Accueil
Point d'arrêt Via Rail Canada, de type « poteau indicateur ».

### Desserte
Clearwater est desservie, sur réservation quarante huit heures à l'avance, par le Le Canadien (train) sur la relation Vancouver - Toronto.

### Intermodalité
Le stationnement des véhicules est possible à proximité.